# Гура Калицеј (Вранча)
Гура Калицеј (рум. Gura Caliţei) насеље је у Румунији у округу Вранча у општини Гура Калицеј. Oпштина се налази на надморској висини од 166 m.

## Становништво
Према подацима из 2002. године у насељу је живело 3117 становника, од којих су сви румунске националности.

### Хронологија
| Година       | 1992 | 1993 | 1994 | 1995 | 1996 | 1997 | 1998 | 1999 | 2000 | 2001 | 2002 | 2003 | 2004 | 2005 | 2006 | 2007 | 2008 | 2009 | 2010 | 2011 | 2012 | 2013 | 2014 | 2015 | 2016 | 2017 |
| ------------ | ---- | ---- | ---- | ---- | ---- | ---- | ---- | ---- | ---- | ---- | ---- | ---- | ---- | ---- | ---- | ---- | ---- | ---- | ---- | ---- | ---- | ---- | ---- | ---- | ---- | ---- |
| Становништво | 3421 | 3410 | 3379 | 3319 | 3321 | 3288 | 3271 | 3242 | 3235 | 3211 | 3189 | 3174 | 3107 | 3097 | 3053 | 3031 | 3003 | 2995 | 2940 | 2880 | 2845 | 2808 | 2778 | 2753 | 2724 | 2662 |